# بندسر (بوئین‌زهرا)
بنده سر (بوئین‌زهرا)، روستایی از توابع بخش رامند شهرستان بوئین‌زهرا در استان قزوین ایران است. ورودی جاده این روستا در سی کیلومتری از شهر بوئین زهرا در جوار شهر دانسفهان واقع شده است. این روستا در ارتفاع تپه‌ها بنا شده و شغل اهالی این روستا دامداری و کشاورزی است. از عمده محصولات کشاورزی این روستا می‌توان به گردو، بادام، گندم و انگور که غالباً از نوع عسگری می‌باشد اشاره کرد. هوای روستا در تابستان خنک و در زمستان سرد می‌باشد و عمده علت خنکی آن به دلیل ارتفاع نسبتاً بالای این روستا می‌باشد. لازم است ذکر شود که در زلزله سال ۱۳۴۱ که در این منطقه رخ داد این روستا تلفات جانی نداشت و خسارات وارده ناچیزی نسبت به مناطق اطراف متحمل شد. مردم روستا به زبان ترکی تکلم می‌کنند.

## جمعیت
این روستا در دهستان رامندجنوبی قرار دارد و براساس سرشماری مرکز آمار ایران در سال ۱۳۸۵، جمعیت آن ۱۸۸ نفر (۴۵خانوار) بوده است.